# تومي فيرتانن
تومي فيرتانن (بالفنلندية: Tommi Virtanen)‏ هو لاعب هوكي الجليد فنلندي، ولد في 4 مارس 1989 في توركو في فنلندا.

## وصلات خارجية
- تومي فيرتانن على موقع EliteProspects.com (الإنجليزية)
- تومي فيرتانن على موقع Eurohockey.com (الإنجليزية)
- تومي فيرتانن على موقع HockeyDB.com (الإنجليزية)